# 西日本パイレーツの選手一覧
西日本パイレーツの選手一覧（にしにっぽんパイレーツのせんしゅいちらん）では、かつて1950年シーズンのみ存在した日本のプロ野球チーム・西日本パイレーツに在籍した選手を一覧にまとめて記述する。

## 選手
いずれも1950年のみの所属

### あ
- 稲葉郁三
- 浮田逸郎
- 緒方俊明
- 岡本三男

### か
- 茅野健一
- 木村保久
- 清原初男
- 久喜勲
- 小島利男
- 小嶋仁八郎

### さ
- 桜井太郎
- 重松通雄
- 下尾勝馬
- 鈴木忠
- 関口清治

### た
- 田名網英二
- 田部輝男
- 玉川郁
- 塚本博睦
- 手代木一彦
- 鳥越靖二

### な
- 長野茂
- 永利勇吉
- 野本喜一郎

### は
- 林茂
- 日比野武
- 平井正明

### ま
- 南村不可止
- 森弘太郎

### や
- 藪田正則

## 監督
- 小島利男